# 熊の湯信号場

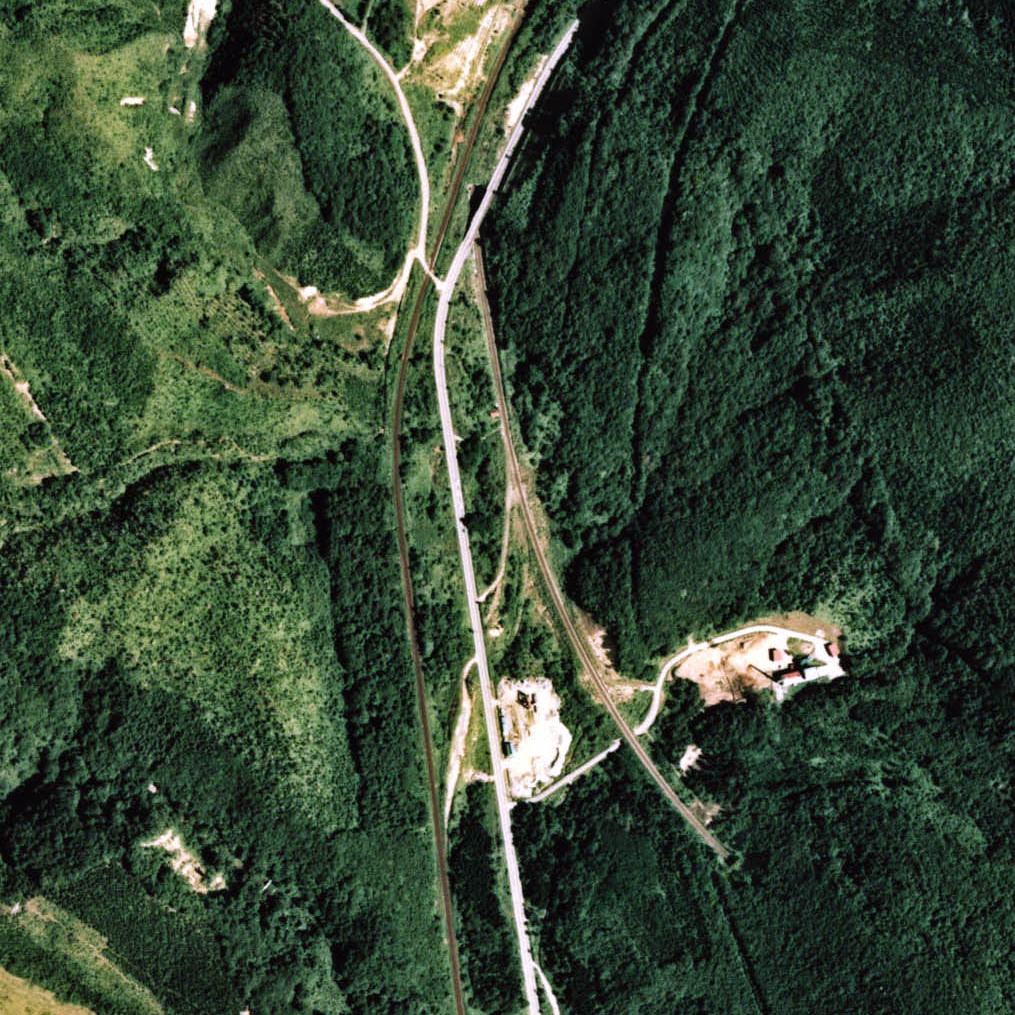
1977年の熊の湯信号場跡と周囲約1 km範囲。中央より左側の上から下へ函館本線上り線、下が仁山信号場方面。右側の下から上へ下り線（藤城支線）、下が七飯駅方面。写真中央の下り線から国道5号の上を越えて斜め左下の上り線へ接続していた跡が白く残る。この接続点に当信号場があった。

熊の湯信号場（くまのゆしんごうじょう）は、北海道亀田郡七飯町字仁山にあった日本国有鉄道（国鉄）函館本線の信号場（廃駅）である。事務管理コードは▲140134。藤城線（七飯 - 大沼間の下り別線）開通に伴い、1966年（昭和41年）に廃止された。

## 歴史
1956年（昭和36年）12月15日に、仁山信号場（現：仁山駅） - 軍川駅（現：大沼駅）間では、老朽化した峠下トンネル経由の旧線から新峠下トンネル経由の新線に切り替えが行われた。その後増大する輸送量に線路容量が追いつかなくなったため、当信号場を新設し、旧線と旧トンネルを補修、当信号場 - 大沼駅間は旧線経由を上り線、新線経由を下り線とする暫定的な複線化を実施した。その後、七飯駅 - 軍川駅間を迂回する緩勾配の別線、藤城支線が開通するにあたり、下り線は藤城支線（下り専用）専用とし、旧線は仁山信号場経由の上下線兼用の単線に戻ったため、当信号場は廃止された。

### 歴史
- 1962年（昭和37年）7月25日：日本国有鉄道（国鉄）函館本線 仁山信号場（現：仁山駅） - 軍川駅（現：大沼駅）間に新設[4]。同時に函館本線 当信号場 - 軍川駅間が複線化[5][6]。
- 1966年（昭和41年）9月30日：函館本線七飯駅 - 軍川駅間の別線（藤城線）開通に伴い、廃止[5][6]。

### 信号場名の由来
近くにあった熊の湯温泉から。この地方のアイヌの伝承に、当地の温泉に浸かっていた熊と格闘した若者が、戦いの果てに気絶し、探しに来た村人に介抱されて熊が浸かっていた湯に入ると重い傷もみるみる治り全快した、という物語があり、これが由来となっている。

## 構造
仁山方面単線区間と大沼方面複線区間の接点に設けられた、列車行き違い形の信号場である。無人の信号場で、分岐器制御は仁山信号場（当時）からの遠隔操作により行われた。

## 隣の駅
日本国有鉄道（国鉄）
函館本線（当信号場廃止時点）
仁山信号場 - 熊の湯信号場 - *（小沼信号場） - 大沼駅
*:打消線は廃止信号場